# Асель Омар
Асе́ль Ома́р (Сыдыкова Асель Талгатовна) — казахстанская писательница, эссеист, литературный критик, доктор философии (PhD).

## Биография
Асель Омар родилась 29 мая 1973 года в столице Казахской ССР, городе Алма-Ате, в семье архитекторов. Печататься начала в школьные годы, в газетах «Дружные ребята», «Неделя», выступала на Казахском радио. Дед Кудышев Омаргали Кудышевич — журналист, главный редактор казахстанских СМИ, общественный деятель, другой дед, Сыдыков Журмбек Сыдыкович — геолог, академик АН СССР и НАН РК.
В 1990 году с золотой медалью окончила алма-атинскую школу № 39, в 1995 г. - Литературный институт имени А. М. Горького, в 1996 г. - Московский институт международного бизнеса Всероссийской академии внешней торговли, в 2004 г. - Высшие Курсы сценаристов и режиссеров им. Г. Данелия, в 2011 гг. - аспирантуру РУДН.
Автор книг «Credo» (ИД Шелковый путь,1998), сборников «Не только любовь» (Москва, 2005), «Ранние холода»(2007), «Синий волк» (2009), «Талисман Тенгри» (2012), «Были 90-х» (Москва, «Астрель», 2018), «Алфавит» (Алматы, "Дауiр", 2021), «Время Аскарова» (Нур-Султан, "Раритет", 2021).
Литературная критика опубликована в «Литературной газете», «Казахстанской правде», «Qazaq adebieti», философские статьи – в журналах «Мысль», «Вестник РУДН», «Логосфера».
Проза и стихи опубликованы в журналах «Юность», «Нева», «Литература», «Сцена», «Простор», «Логосфера», «Энигма», «Нива», «Дактиль». В переводе на английский язык - в журнале Suspect (NY, USA) в переводе Shelley Fairweather-Vega, книге Amanat: Women's Writing From Kazakhstan (2022, Gaudy Boy LLC, NY, USA), East West Literary Forum. 
Переводит с английского языка поэзию Тарика Гюнерселя (Турция), Горана Симича (Босния и Герцеговина), с казахского - прозу Дидара Амантая. Переводы опубликованы в США, России, Казахстане, Сербии.
Участник ежегодной конференции Международного ПЕН в г. Блед, Словения. Автор издания по результатам конференции.
Преподаватель в Simon Fraser University и Kwantlen Polytechnic University, Ванкувер, Британская Колумбия, Канада.
Член Международного ПЕН, Казахского ПЕН-Центра, Лауреат Российской премии «Дебют-97», победитель литературного конкурса «Москва — территория мира» в номинации «Проза». Награждена грамотами Правительства Москвы «За вклад в культуру города Москвы», Золотой Есенинской медалью.  

### Кино
В 2002—2004 гг. училась на факультете игрового кино Высших Курсов сценаристов и режиссёров в мастерской Эмиля Лотяну, Владимира Хотиненко. Автор сценария и режиссёр короткометражных фильмов «Игра» и «Шоколад», дипломант кинофестивалей «Белые ночи» (СПб), «Звезда» (Москва). Автор сценариев сериалов российского телевидения.

### Философия
В 2011 году в РУДН защитила кандидатскую диссертацию по специальности «история философии» на тему «Нуминозный опыт индивида в контексте предфилософии. Проблемы историко-философского анализа». Преподавала историю философии в РУДН. Основные положения научной работы отражены в опубликованных работах «Логос мифа», «Понятие нуминозного опыта (на материале мифологии доисламских тюрков)», «Онтологические основы мифологии», «Нуминозный аспект мифологического сознания Бенджи Компсона в романе У. Фолкнера „Шум и ярость“», «Ненависть в мегаполисе. Идеология разрушения как этический компонент современного нуминозного опыта» и других.

### Паблик рилейшнз
Работала специалистом по связям с общественностью в девелоперской компании Миракс Групп, Союзе московских архитекторов. Преподавала «Связи с общественностью» в Российский университет дружбы народов.

### Исследования и критика
Дмитренко С.Ф., профессор Московского Литературного института им. М. Горького. «Желанное ранение Родиной». Из опыта литинститутской традиции прозы. Асель Омар. Талисман Тенгри: рассказы, статьи. 
Абдуллина Л.И., профессор Восточно-Казахстанского государственного университета им. С. Аманжолова. Идентификация «Credo» Асель Омар: эффект «дежавю». 

Исина Н.У., профессор Евразийского национального университета им. Л.Н. Гумилева. "Феномен двуязычия в творческом осмыслении писателей-билингвов". 
Isabella Wang, Simon Fraser University. Dr. Asel Omar and Anosh Irani find common ground on the topic of displacement. / Изабелла Вонг, Университет Саймона Фрейзера, Ванкувер, Британская Колумбия, Канада.